# Gorice (Dragalić)
Gorice falu Horvátországban, Bród-Szávamente megyében. Közigazgatásilag Dragalićhoz tartozik.

## Fekvése
Bródtól légvonalban 56, közúton 67 km-re nyugatra, Pozsegától   légvonalban 32, közúton 42 km-re délnyugatra, községközpontjától 3 km-re délre Nyugat-Szlavóniában, a Szávamente termékeny síkságából kiemelkedő kisebb magaslaton fekszik.

## Története
A település a török kiűzése után, a 18. század első felében keletkezett egy a Száva árvizeitől védett kis magaslaton. 1746-ban még a szőlőhegyek között említik, de már ekkor állt Szent Vid tiszteletére szentelt kápolnája. Szent Vid ma is a falu védőszentje, akinek ünnepét június 16-án tartják. 1760-ban az itt birtokos ógradiskai ferencesek 4 katolikus és 9 pravoszláv portával rendelkeztek. Az első katonai felmérés térképén „Dorf Goricza” néven található. Lipszky János 1808-ban Budán kiadott repertóriumában „Goricze” néven szerepel. 
Nagy Lajos 1829-ben kiadott művében „Goricze” néven 41 házzal, 44 katolikus és 169 ortodox vallású lakossal találjuk.
1857-ben 173, 1910-ben 373 lakosa volt. Az 1910-es népszámlálás szerint lakosságának 50%-a szerb, 48%-a horvát, 1-1%-a cseh és német anyanyelvű volt. Pozsega vármegye Újgradiskai járásának része volt. Az első világháború után 1918-ban az új szerb-horvát-szlovén állam, majd később (1929-ben) Jugoszlávia része lett. Az itteni katolikusok 1940-ig az ógradiskai plébániához tartoztak, azonban a plébánia megközelítése a Száva árvizei miatt gyakran lehetetlen volt. Ezért a gornji bogićevci plébániához csatlakoztak. A település 1991-től a független Horvátországhoz tartozik. 1991-ben lakosságának 54%-a horvát, 22%-a szerb, 16%-a jugoszláv nemzetiségű volt. A délszláv háború során már a háború elején szerb ellenőrzés alá került. 1995. május 1-jén a „Bljesak-95” hadművelet első napján foglalta vissza a horvát hadsereg. A szerb lakosság legnagyobb része elmenekült. 2011-ben a településnek 175 lakosa volt.

## Lakossága
| Lakosság változása | Lakosság változása | Lakosság változása | Lakosság változása | Lakosság változása | Lakosság változása | Lakosság változása | Lakosság változása | Lakosság változása | Lakosság változása | Lakosság változása | Lakosság változása | Lakosság változása | Lakosság változása | Lakosság változása | Lakosság változása |
| ------------------ | ------------------ | ------------------ | ------------------ | ------------------ | ------------------ | ------------------ | ------------------ | ------------------ | ------------------ | ------------------ | ------------------ | ------------------ | ------------------ | ------------------ | ------------------ |
| 1857               | 1869               | 1880               | 1890               | 1900               | 1910               | 1921               | 1931               | 1948               | 1953               | 1961               | 1971               | 1981               | 1991               | 2001               | 2011               |
| 173                | 186                | 226                | 276                | 305                | 373                | 356                | 392                | 440                | 400                | 366                | 324                | 249                | 220                | 166                | 175                |

## Nevezetességei
- Szent Vid tiszteletére szentelt római katolikus kápolnája a 18. században épült. Hosszúsága 5, szélessége 4 méter. Mai oltárképét a dragalići Ivan Zukanović festőművész festette. A délszláv háború idején 1991 szeptembere és decembere között a JNA és a szerb szabadcsapatok katonái súlyosan megrongálták. 1995-ben a kápolnát teljesen megújították.
- Urunk mennybemenetele tiszteletére szentelt pravoszláv templomát 1903-ban építették. A délszláv háborúban a horvát és szerb csapatok közötti harcok során gránáttalálat érte. Azóta rom, csak a csupasz falai állnak.